# Juliette et Roméo
Pour les articles homonymes, voir Roméo et Juliette.
 (mars 2023).
Si vous disposez d'ouvrages ou d'articles de référence ou si vous connaissez des sites web de qualité traitant du thème abordé ici, merci de compléter l'article en donnant les références utiles à sa vérifiabilité et en les liant à la section « Notes et références ».
Juliette et Roméo est une bande dessinée verticale due à l'auteur français Paul Gordeaux, faisant partie de la série Les Amours célèbres, initialement parue dans le quotidien France-Soir à partir de 1950. Elle est basée sur l'histoire de Roméo et Juliette.